# 白井友康
白井 友康（しらい ともやす、1955年 - ）は、日本の経営者、銀行家。商工中金理事、中央協同株式会社代表取締役社長。

## 来歴
昭和53年3月に早稲田大学商学部を卒業後、同年4月に商工中金（旧日本興業銀行の中堅企業向け融資部門が独立してできた政府系金融機関）に入庫。
大阪支店長、平成19年3月組織金融部部長、平成20年8月特別参与東京支店長、10月執行役員東京支店長、平成22年6月取締役謙常務執行役員市場営業部長、平成24年6月取締役常務執行役員ソリューション事業部（旧事業推進部）部長など本店営業推進部門、本店企画部門を経て、平成25年6月取締役常務執行役員（担当は、市場営業部、国際部、ソリューション事業部）などを歴任。
同社株式会社化後の初の民間人社長関哲夫のもと、東京、大阪の営業推進を強化したほか、本支店の通牒や内部規定の整備や新営業支援系システムの導入、ツーステップローンなど中堅・中小企業向けの新金融システムの導入などに尽力した。東日本大震災発生後には、政府系金融機関・指定金融機関としてセーフティーネット機能の役割を果たした。

平成28年（2016年）現在、商工中金本店内の保険会社である、中央協同株式会社代表取締役社長。